# Somniosus
 Somniosus  ist eine Gattung innerhalb der Schlafhaie (Squalidae), die aus zwei Untergattungen besteht mit je drei Arten.

## Merkmale
Somniosus-Arten werden 110 bis 143 cm (Untergattung Rhinoscymnus) bzw. 4,4 bis 7,3 Meter (Untergattung Somniosus) lang. Sie haben zwei stachellose Rückenflossen. Leuchtorgane fehlen. Die Lippen sind dünn, ohne Falten und nicht dazu geeignet, Beute einzusaugen. Die Zähne in beiden Kieferhälften sind unterschiedlich. Im Oberkiefer sind sie schmal, hoch und ohne Nebenspitzen, die Zähne im Unterkiefer sind größer und klingenartig mit Nebenspitzen. Sie bilden dort eine sägeblattartige Schneidekante. Im Oberkiefer befinden sich 35 bis 63 Zahnreihen, im Unterkiefer sind es 34 bis 68.

## Systematik
Der Gattungsname Somniosus wurde 1818 durch den französischen Naturforscher Charles-Alexandre Lesueur geprägt und wurde vom lateinischen Somnus abgeleitet, was Schlaf bedeutet. Die Typusart ist Somniosus brevipinna, heute ein Synonym von Somniosus microcephalus. 1888 führte der US-amerikanische Ichthyologe David Starr Jordan die Familie Somniosidae ein, mit Somniosus als Typusgattung und vier weiteren Gattungen. Da diese vier Gattungen aber näher mit den Schweinshaien (Oxynotus / Familie Oxynotidae) verwandt sind als mit Somniosus gibt es den Vorschlag die Somniosidae auf Somniosus zu beschränken und die anderen vier Gattungen der Familie Oxynotidae zuzuordnen.

## Arten
Es gibt sechs Arten:
- Untergattung Rhinoscymnus
  - Somniosus cheni Hsu, Lin & Joung, 2020
  - Somniosus longus (Tanaka, 1912)
  - Kleiner Schlafhai (Somniosus rostratus (Risso, 1827))
- Untergattung Somniosus
  - Südlicher Schlafhai (Somniosus antarcticus Whitley, 1939)
  - Grönlandhai (Somniosus microcephalus (Bloch & Schneider, 1801))
  - Pazifischer Schlafhai (Somniosus pacificus (Bigelow & Schroeder, 1944))